# 夕霧花園
『夕霧花園』（ゆうぎりかえん、英語: The Garden of Evening Mists）は、マレーシアの小説家である陳團英の2作目の英語による小説であり、2011年11月に刊行された。この小説の主人公であるテオ・ユンリンは第二次世界大戦中に日本が作った強制収容所に収容され、のちに戦争犯罪を担当する裁判官となる。姉も一緒に収容されていたが生き延びることができなかったため、ユンリンは戦後に姉の思い出のために庭を造ろうとしてマラヤ危機の数ヶ月間にキャメロンハイランドで日本人庭師の弟子となる。
この小説は主人公が日本庭園である夕霧を再訪する1980年代末、小説内の主な出来事が起こる1950年代、小説の背景となる第二次世界大戦期の3つの時期を扱っている。
本小説はおおむね高い評価を受け、ブッカー賞候補になり、マン・アジア文学賞とウォルター・スコット歴史フィクション賞を受賞した。2019年にはHBOアジア他3つのプロダクションカンパニーとの共同で同名の映画になっている。

## あらすじ
退職したばかりの最高裁判所判事テオ・ユンリンはキャメロンハイランドを再訪する。ユンリンはそこで、姉のテオ・ユンホンを記念する庭園をデザインしてもらいたいと思って数ヶ月間日本人庭師の弟子をしていたことがあった。進行性の失語症のせいでユン・リンは記憶がはっきりしているうちに過去のことを片付けるのができなくなりつつあった。庭師の中村有朋は昭和天皇裕仁の庭師だったが、不興を買ってマラヤに引っ越し、夕霧という名前の自分の庭園を造っていた。のちに有朋は何の痕跡も残さずキャメロンハイランドの山に消えてしまった。有朋やここで過ごした時期の記憶を追体験し、ユンリンは回顧録を書き始め、日本の研究者で有朋の生涯と作品に関する本を書いている吉川達治と会う。
マラヤが日本に占領されていた間、ユンリンと姉のユンホンは日本による民間人強制収容所に収容され、そこでユンホンは強制的に日本兵のための「慰安婦」にさせられていた。ユンホンは占領末期の混乱と暴力の中で死亡し、戦後にユンリンはクアラルンプールの自宅に日本庭園を作るという姉との約束を守りたいと考える。ユンリンはハイランドに旅をして、家族の旧友で自国から出てきたアフリカーナーの茶園業者で有朋の庭に接した場所に農園を持っているマグナス・プレトリアスを訪問し、有朋に会おうとする。有朋はユンリンが作りたがっている庭のデザインは拒むが、思いがけないことにユンリンが後で自ら姉を記念する庭園をデザインして造れるよう、弟子にしようと申し出る。日本人に対して厳しい感情を抱いていたユンリンだったが、有朋の弟子になることに同意する。
ユンリンが夕霧を何年も後に再訪し、達治と話すうちに、有朋は占領地域から奪った財宝を隠すため、戦時中に日本の機密計画にかかわっていたことがわかる。この「金の百合」と呼ばれるプログラムの噂が広がっており、マグナスは財宝を探しに来たマラヤ民族解放軍の共産主義ゲリラから家族を救おうとして殺されてしまった。
有朋はユンリンに一度も財宝のことを話さなかったが、だんだんその場所に関するヒントを残したかもしれないことがわかってくる。有朋とユンリンは修業の間に親しくなっていた。両人とも深い秘密や苦痛を抱え込んでおり、お互いだけにしかわからない形で理解しあえるようになっていた。ユンリンの許可を受け、有朋はユンリンの背中に複雑な彫り物をしていた。この入れ墨に財宝の場所の地図が含まれているかもしれないことがわかってくる。ユンリンは亡くなる前に、誰も自身の体や地図には手をつけられないようにしなければならないと心を決める。ユンリンは今ではうち捨てられて伸び放題の有朋の庭を修復し始める。

## 登場人物
- テオ・ユンリン(張雲林) — 主人公で小説の一人称の語り手。収容されていた収容所の唯一の生存者で、姉を救えなかったサバイバーズ・ギルトに今なお苦しんでいる。姉の思い出のための日本庭園を造ろうとして有朋に会いに行く。
- 中村有朋 — かつては昭和天皇裕仁の庭師だったが、日本の有力者と庭のデザインについて見解の相違があり、職を解かれた。自身の庭を造るべくマラヤに引っ越した後、強制収容から地元の人々を救うべく日本政府に働きかけを行った。庭園や近隣の人々を攻撃から守るため、共産主義ゲリラにも協力した。高い技術を持つ庭師・絵師であるのみならず、弓術や茶道などの他の禅にかかわる学芸もたしなむ。
- マグナス・プレトリアス — トランスヴァールから出てきて茶を育てるべくマラヤのキャメロンハイランドに引っ越してきて地元の女性と結婚したアフリカーナー。第二次ボーア戦争で闘って片目を失った。
- 吉川達治 — 自国の戦争犯罪を明らかにしようとしたため日本で不興を買っている日本人の歴史家。特攻する予定の神風特別攻撃隊パイロットだったが、恋人と上官のおかげで生き延びた。
- フレデリック・プレトリアス — マグナスの甥で相続人。有朋の恋人になる前のユン・リンと短期間交際していた。
- テオ・ユンホン(張雲紅) — ユンリンの姉で、収容所で強制的に日本兵のための「慰安婦」にさせられていた。子どもの頃に日本に行った際、日本庭園に夢中になり、収容所での身体的・精神的打撃を自分と妹が生き延びられるよう、庭園の記憶にすがっていた。
- エミリー — マグナスと恋に落ちて結婚したマレー系中国人女性。

## テーマ
3つの異なる時代で起こる物語であり、多くの歴史的事項を扱っている。日本によるマラヤ占領が後の2つの時期の背景となっている。ユンリンと有朋の関係に関する中心的な物語は戦後のマラヤ危機を背景としている。最後にユンリンが現在形で語るところは独立後のマレーシアが舞台である。 
Asian Review of Booksでは「ユンリンの独立した精神と怒りがナラティヴにインクの染みのように浸透している」一方で記憶が重要なテーマになっていると指摘された。本作において記憶は罪の意識、とくにサバイバーズ・ギルトに強く結びついている。

## 評価
『夕霧花園』の批評はおおむね好評であった。『インデペンデント』のボイド・トンキンは「陳は息を呑むようなバランスと優雅さをもって執筆している」と述べた。トンキンは「アクションに満ちた帝国末期を語るストーリーテリング」と「紙上に静かさをとらえる」陳の努力を評価している。一方、ドミニク・ブラウニングは『デイリー・テレグラフ』で有朋を「魅力的なキャラクター」だと評し、本書は「強力で静かな小説」だと述べた。Asian Review of Booksのマナシ・スブラマニアムは結末を「信じられないほど満足のいく」ものだと述べ、書きぶりに「日本庭園の生い茂る美しさと芸術性」があるとコメントした。『ガーディアン』のカプカ・カサボヴァはこの小説の「オープニングは抵抗不可能」な面白さであると評した。 
2012年7月25日に『夕霧花園』はブッカー賞の候補作リストに入り、9月11日に最終候補リストに入った。
2013年3月14日にマン・アジア文学賞を受賞した。
2013年7月14日にウォルター・スコット歴史フィクション賞を受賞した。
2014年国際ダブリン文学賞の最終候補8作のうちの1作に入った。

## 刊行情報
2011年に英語版がMyrmidon Booksより刊行された。2023年に彩流社より宮崎一郎訳で日本語訳が刊行された。

## 映画化
2014年10月、本書がマレーシアの映画会社であるアストロ・ショーとHBOアジア、マレーシア国立映画開発公社の協力により長編映画になる予定であると発表された。台湾の映画監督であるトム・リンが監督し、スコットランドの脚本家リチャード・スミスが脚本を担当した。リー・シンジエ、阿部寛、シルヴィア・チャン、デヴィッド・オークス、ジュリアン・サンズ、ジョン・ハナーが出演した。